# Sankt Jakob am Thurn
Sankt Jakob am Thurn ist ein Ortsteil und eine Ortschaft der Gemeinde Puch bei Hallein im Tennengau. Die Ortschaft hat 511 Einwohner (Stand 1. Jänner 2024).

## Lage
Der Ort liegt rechtsseitig über dem Salzachtal auf einer Geländeverflachung auf rund 520 m an einem Teich, der von Oberthurnbach durchflossen wird. Der Teich wurde erst im 2. Viertel des 20. Jahrhunderts angelegt. Seit 1991 ist der Teich ein geschützter Landschaftsteil (Listeneintrag).

## Geschichte
Der Ort entstand um das Schloss Sankt Jakob am Thurn, das auf das 12. oder 13. Jahrhundert und die Salzburger Ministerialenfamilie derer von Thurn zurückgeht.
Der Name St. Jakob für die Kirche besteht schon seit 1324.
Joseph Anton von Plaz ließ im Jahre 1752 die Loreto-Kapelle als Anbau an die Pfarr- und Wallfahrtskirche durch Baumeister Kassian Singer errichten.
Das Schloss und die dazugehörenden Häuser werden noch im 18. Jahrhundert teilweise Thurn, teilweise auch St. Jakob genannt, bis sich schließlich die Bezeichnung St. Jakob am Thurn durchsetzte.
1924 kaufte Charlotte von Bornemann, verheiratete Wurmbrand-Stuppach, das Schloss und ließ den Teich anlegen.

## Jakobischützen
Zur Erinnerung an die Jakobsbruderschaften, die während der Wallfahrten die Pilger betreuten, entstanden die Jakobischützen, die wohl bei Fronleichnamsprozession die Legende des hl. Jakob aufführten. Die Jakobibruderschaft ist 1738 nachgewiesen und wurde im Zuge der Aufklärung um 1783 verboten. Erst 1926 kam es zu einer Neugründung unter Kuno Brandauer und Josef Fallnhauser. Einschränkungen für den Verein folgten in der NS-Zeit. Nach 1945 wurden der Verein wiederbelebt und wirkt heute bei kirchlichen und regionalen Festen, Brauchtumsveranstaltungen und Schützenfesten mit. Die angebliche Türkenbedrohung von 1476 als Gründungslegende der Schützen geht wohl auf ein Missverständnis eines Prozessionsspiels im Barock zurück.

## Einrichtungen
- Volksschule
- Die Paracelsus-Schule ist eine heilpädagogische Sonderschule für seelen-pflegebedürftige Kinder und Jugendliche, eine Privatschule mit Öffentlichkeitsrecht auf Grundlage der Waldorfpädagogik.[8] Sie wurde von Peter Daniell Porsche initiiert und wesentlich gefördert.

## Sehenswürdigkeiten
- Schloss Sankt Jakob am Thurn
- Pfarrkirche St. Jakob am Thurn